# Dyckia aurea
Dyckia aurea är en gräsväxtart som beskrevs av Lyman Bradford Smith. Dyckia aurea ingår i släktet Dyckia och familjen Bromeliaceae. Inga underarter finns listade i Catalogue of Life.